# Hilda Tenorio
Hilda Tenorio   (Morelia, 11 de juny de 1986) és una torera i matadora mexicana. Va ser la primera dona a rebre la seva alternativa a la Plaça de toros de Mèxic, la plaça de toros més gran del món, amb 24 anys. Tenorio va completar la seva alternativa el 28 de febrer de 2010. Ha estat una defensora absoluta del feminisme en la tauromàquia. És la tercera dona mexicana que assoleix el rang de matador.

## Vida i carrera professional

### Joventut i estudis
Hilda Eliana Tenorio Patiño va néixer a Morelia, Michoacán (Mèxic), l'11 de juny de 1986, filla de Fernando Tenorio Cabrera i Hilda Patiño. En la seva joventut, Tenorio va tenir un bon rendiment en entorns acadèmics, rebent diversos reconeixements a l'escola primària, mitjana i secundària, on va rebre el Premio Padre de la Patria, un guardó local atorgat a Michoacán.
Va estudiar Dret a la Universitat Michoacana de San Nicolás de Hidalgo, on es va llicenciar amb dret.

### Carrera dematadoraprofessional
Des dels 13 anys es va interessar per les correguda de toros i, després de diversos mesos formant-se amb el seu professor Rutilo Morales, la seva primera actuació com a becerrista (joneguera) va tenir lloc el 30 de maig de 2001 a Salvatierra, Guanajuato, on va alternar amb Joselito Adame.
Després d'una extensa gira com a becerrista per tot Mèxic, on fins i tot va torejar dues nits a la Plaça de toros de Mèxic, va debutar oficialment com a torera el 10 d'octubre de 2003, la tarda en què va sortir de la plaça de toros a hombros, una pràctica tradicional de la corrida quan l'actuació del torero és ben rebuda.
També a l'octubre, el 19, al mateix escenari, va donar la volta a la plaça per buscar un parell de banderilles en una actuació que més tard es va atribuir com el seu invent: El par doble (el parell doble). És la guanyadora com a joneguera de les temporades de 2003, 2004 i 2005 de la Plaça de toros de Mèxic.

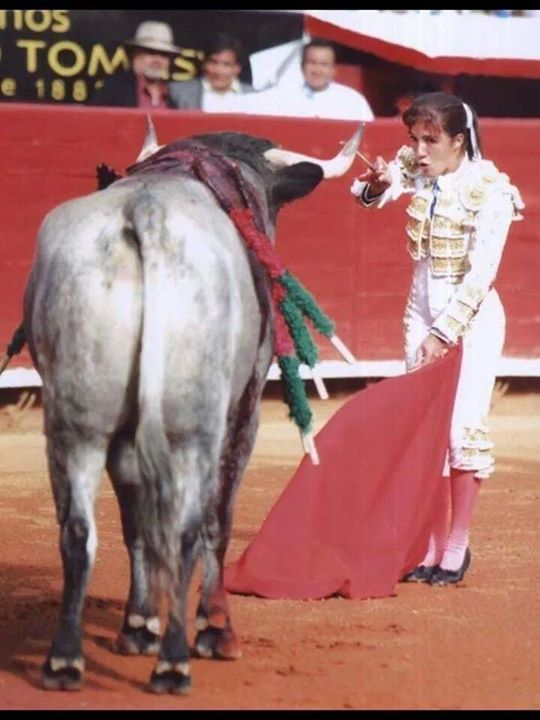
Hilda Tenorio davant un toro, 2010
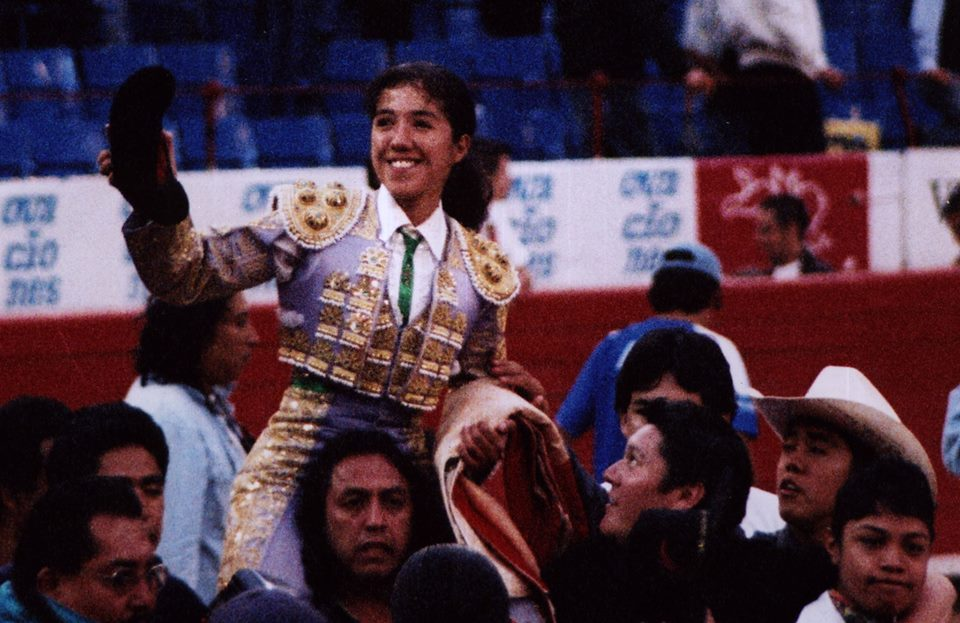
Hilda Tenorio sortint a hombros de la Plaça de Toros de Mèxic, 2015
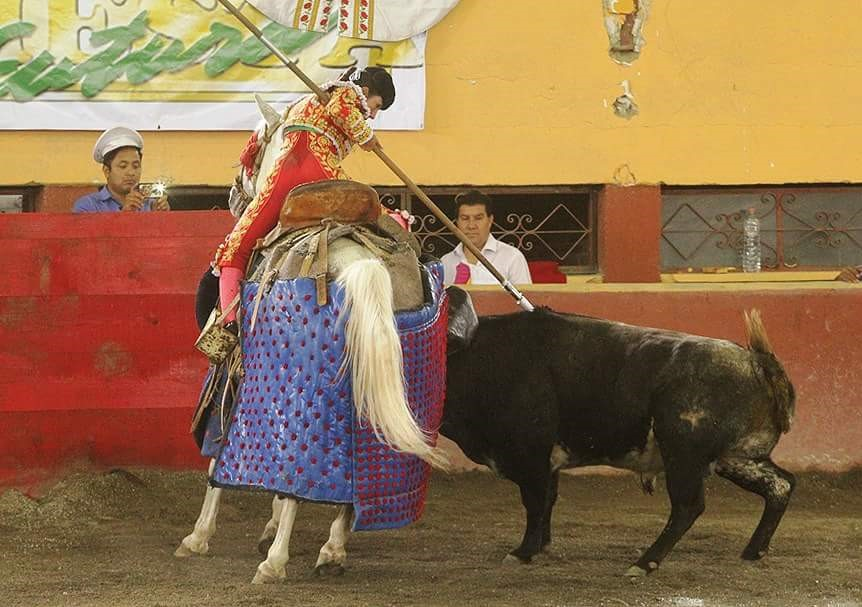
Hilda Tenorio fent de picadora, 2016

El 2005, va ser la primera dona a tallar tres orelles de toros en una sola tarda a la Plaça de Toros Mèxic, i la primera en fer-ho en 10 anys. El 28 de febrer de 2010, Tenorio es va convertir en la primera dona a convertir-se en torera a la «Catedral de tauromàquia» de Mèxic en 64 anys. Va rebre la seva alternativa de mans de Manolo Mejía i d'un testimoni d'Almeria, Ruiz Manuel, amb toros del ranxo Autrique, on va créixer. Aquella tarda es va convertir en la primera torera que va tallar una orella de toro a la plaça Mèxic i va sortir a hombros.
El 8 de maig de 2010 va aparèixer a Saltillo (ciutat de Coahuila), amb una victòria contra toros de la ramaderia de San Martín. En relació amb la seva actuació, el periodista taurí Julio Téllez afirmava al programa Toros y toreros de l'Institut Politècnic Nacional: «Hilda Tenorio és la torera més important de la història universal taurina».
El 15 de maig de 2016 a Tepotztlán, Mèxic, es va convertir en la primera i única dona a realitzar una encerrona, és a dir, ella sola va torejar la correguda de toros contra sis toros.
El 3 de maig de 2019 va resultar ferida greu per un cop de banya rebut durant una presentació a la Plaça del Relicario de Puebla. Va rebre diverses ferides facials després que el toro li empenyés mentre estava agenollada davant d'ell. Tenorio va parlar poc després de l'incident, confirmant que la seva «mandíbula superior [estava] trencada i [les seves] galtes [estaven] fracturades».